# Tierra Nueva, Acateno
Tierra Nueva är en ort i Mexiko.   Den ligger i kommunen Acateno och delstaten Puebla, i den sydöstra delen av landet, 220 km öster om huvudstaden Mexico City. Tierra Nueva ligger 87 meter över havet och antalet invånare är 459.
Terrängen runt Tierra Nueva är platt österut, men västerut är den kuperad. Runt Tierra Nueva är det tätbefolkat, med 308 invånare per kvadratkilometer. Närmaste större samhälle är Martínez de la Torre, 14,6 km sydost om Tierra Nueva. Omgivningarna runt Tierra Nueva är en mosaik av jordbruksmark och naturlig växtlighet.